# كيني هيل
كيني هيل (بالإنجليزية: Kenny Hill) (3 يوليو 1953 بكانتربيري في المملكة المتحدة - ) هو لاعب كرة قدم بريطاني في مركز الدفاع. لعب مع نادي غيلينغهام وواشنطن ديبلومتس وماديستون يونايتد ‏ ولينكولن سيتي أف سي وBaltimore Comets ‏ ونادي فوكستون.